# Strada principale 27
La strada principale 27 è una delle strade principali della Svizzera.

## Percorso
La strada n. 27 ha origine presso Silvaplana dalla n. 3, e si dirige verso nord-est discendendo l'Engadina. In breve raggiunge St. Moritz e Samedan (da dove ha origine la n. 29), e dopo Zuoz giunge a Zernez, dove ha inizio un tronco comune con la n. 28, che termina a Susch.
La n. 27 prosegue nella bassa Engadina toccando Scuol e Martina, e termina al confine austriaco presso Vinadi.